# Cășeiu, Cluj
Cășeiu (în maghiară Alsókosály, în traducere „Cășeiu de Jos”) este satul de reședință al comunei cu același nume din județul Cluj, Transilvania, România.

## Galerie de imagini

Comuna Căşeiu și satele componente

## Legături externe
Materiale media legate de Cășeiu la Wikimedia Commons